# Fahrenholzia schwartzi
Fahrenholzia schwartzi är en insektsart som beskrevs av Werneck 1952. Fahrenholzia schwartzi ingår i släktet Fahrenholzia och familjen ledlöss. Inga underarter finns listade i Catalogue of Life.